# 開始コドン

Start codon (青の丸印) of the human mitochondrial DNA MT-ATP6 gene. For each nucleotide triplet (square brackets), the corresponding amino acid is given (one-letter code), either in the +1 reading frame for MT-ATP8 (in red) or in the +3 frame for MT-ATP6 (in blue). In this genomic region, the two genes overlap.

開始コドン（かいしコドン）とは、mRNA上でタンパク質の合成開始を指定するコドンのこと。
真核生物の核ゲノムの遺伝子に由来するmRNAではほぼ AUG（メチオニン）が使われる。合成するタンパク質に対応するコドンフレームのうち、mRNAの5'末端から最初に現れる AUG が開始コドンである場合が多い。一方、原核生物である真正細菌のmRNAでは、リボゾーム結合部位（シャイン・ダルガノ配列など）の数～10塩基程度下流に存在する AUG が主ではあるが、GUG（バリン）や AUA（イソロイシン）、UUG（ロイシン）なども開始コドンとして使用されている。
AUG はメチオニンをコードするコドンであり、真核生物本体および古細菌ではそのままメチオニンから翻訳が開始される。しかし、真正細菌と真核生物の細胞内小器官（ミトコンドリアや葉緑体）では、開始コドンの AUG のみN-ホルミルメチオニンに対応する。結果としてホルミルメチオニンから翻訳が開始される（途中で出てきた AUG はメチオニンをコードしている）事象が発生する。なお、このN-ホルミルメチオニンと結合したtRNAをホルミルメチオニルtRNA（tRNAMet）と呼ぶ。